# World-файл
World-файл — текстовый файл, используемый для географической привязки (географической регистрации) растровых изображений (растровых карт, ортофотопланов) в ГИС. Предложен компанией ESRI.

## Структура
World-файл состоит из шести текстовых строк, содержащих по одной величине в следующем порядке: A, D, B, E, C, F. Набор величин задает аффинное преобразование вида:
{\displaystyle {\begin{aligned}x'&=A\,x+B\,y+C\\y'&=D\,x+E\,y+F\end{aligned}}}
Данное преобразование используется для перевода координат из системы координат растрового изображения в одну из географических систем координат (первоначально в  UTM). Информация о конкретной используемой географической системе координат в world-файле не содержится .
Иначе говоря, точка (C,F) - географические координаты центра левого верхнего ((0,0) в системе координат изображения) пикселя растрового изображения, а величины A, B, D, E задают значения масштаба (размер пикселя изображения в метрах) и поворота изображения вокруг точки (C,F), необходимые для географической привязки изображения.
Размер пикселя по горизонтали изображения равен:
{\displaystyle {\sqrt {A^{2}+D^{2}}}}
по вертикали:
{\displaystyle {\sqrt {B^{2}+E^{2}}}}
Для однородного масштаба (размер пикселя в метрах по горизонтали и вертикали идентичен) угол поворота изображения вокруг точки (C,F) равен:
{\displaystyle \alpha =\operatorname {sgn} D\cdot \arccos({\frac {A}{\sqrt {A^{2}+D^{2}}}})}
Для разделения целой и дробной частей величин в world-файле необходимо использовать только ".".

## Имя файла
Имя world-файла должно совпадать с именем привязываемого изображения.
Существует несколько способов задания расширения world-файла:
- Первая и последняя буквы расширения привязываемого файла с добавлением "w" (от "world"): изображению image1.jpg соответствует world-файл image1.jgw, изображению image2.png - image2.pgw
- Добавление буквы "w": image3.jpg → image3.jpgw
- ".wld": image4.jpg → image4.wld

## Пример
В качестве примера рассмотрим географическую привязку следующих ортотрансформированных аэроснимков:

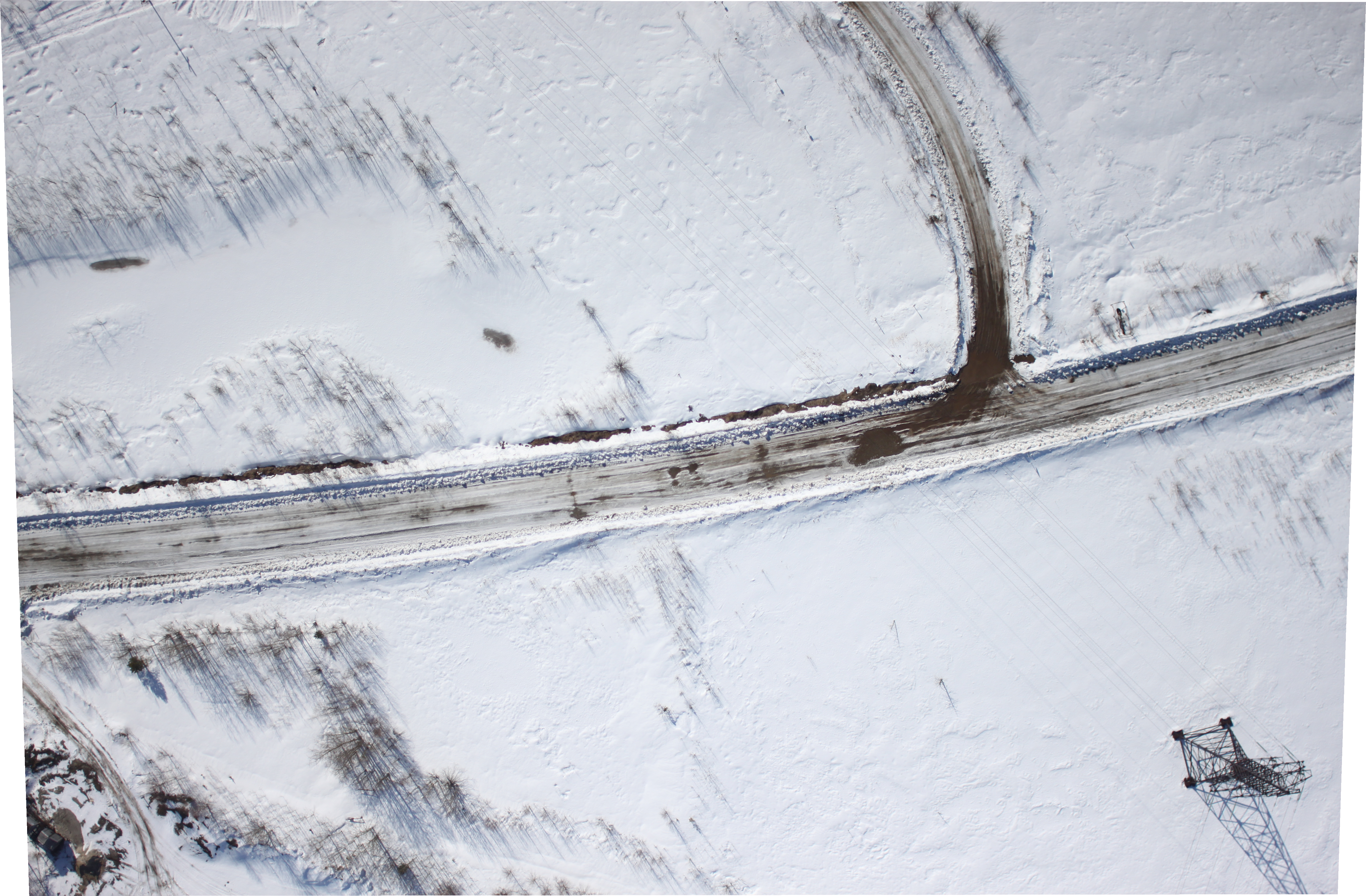
00.png
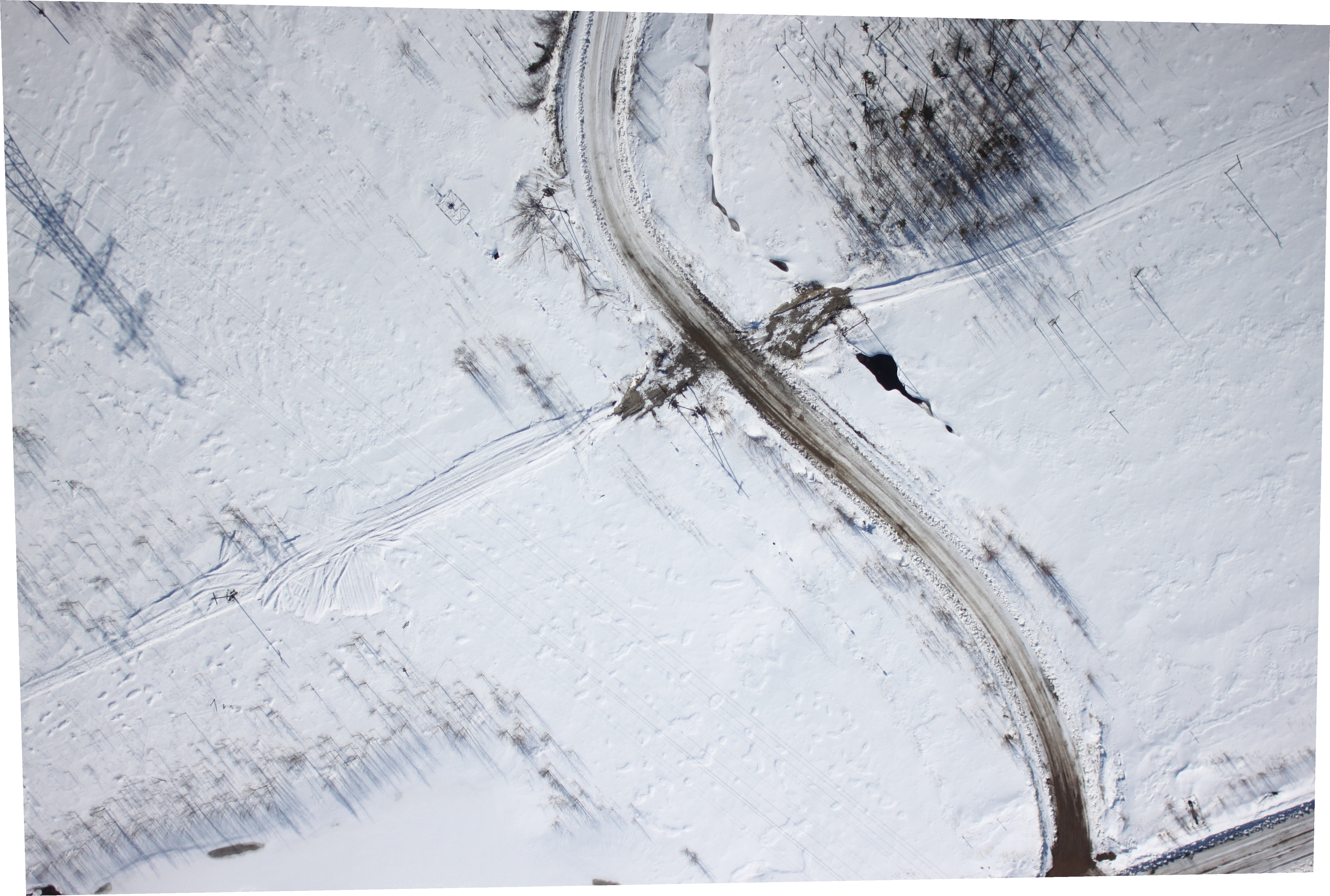
01.png
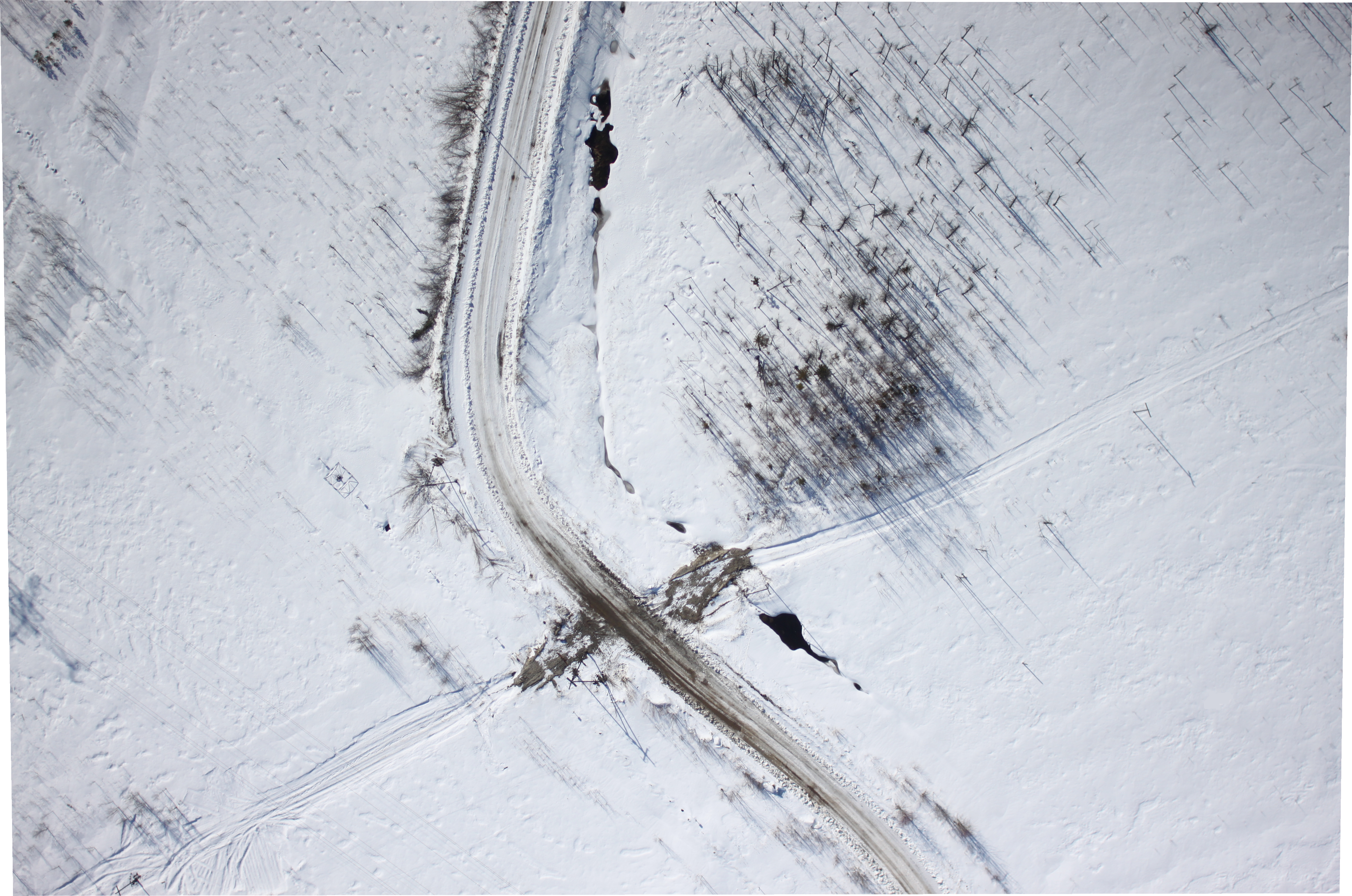
02.png

Данные аэроснимки имеют следующие world-файлы:
00.pgw
```
-0.016127333391
0.041879695480
0.041879695480
0.016127333391
600122.186
783444.807
```

01.pgw
```
-0.012032799792
0.043592473470
0.043592473470
0.012032799792
600027.826
783402.948
```

02.pgw
```
-0.010214349562
0.044262180267
0.044262180267
0.010214349562
599977.605
783413.884
```

Накладывая аэроснимки друг на друга с учетом их world-файлов, получаем:

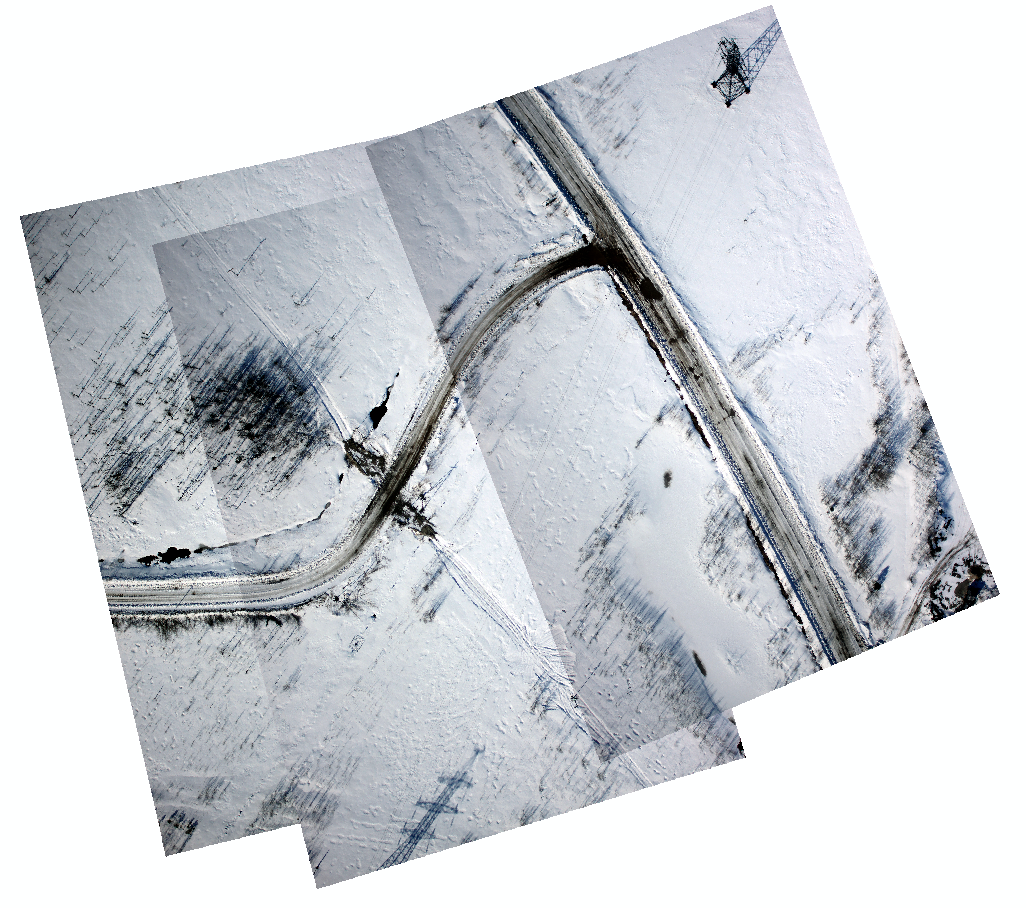
Совмещение аэроснимков с использованием world-файлов

## Применение
- ArcGIS
- Quantum GIS[4]
- GDAL[5]

## Используемые источники
1. 1 2  GIS-Lab:Формат файла географической регистрации (world-файл). Дата обращения: 29 августа 2013. Архивировано 9 августа 2013 года.
2. ↑  ESRI World File Format. Дата обращения: 29 августа 2013. Архивировано 24 июня 2012 года.
3. ↑  ArcGIS Help 10.1 - World files for raster datasets. Дата обращения: 29 августа 2013. Архивировано 4 декабря 2019 года.
4. ↑  GIS-Lab: Пример географической регистрации изображения с помощью world-файла. Дата обращения: 29 августа 2013. Архивировано 19 августа 2013 года.
5. ↑  geocoding - Geo question: How to generate a .wld file given some ground control points? - Stack Overflow. Дата обращения: 29 августа 2013. Архивировано 24 октября 2015 года.